# Hr. Tell og Søn
Hr. Tell og Søn er en dansk stumfilm fra 1930, der er instrueret af Lau Lauritzen Sr. efter manuskript af ham selv, Alice O'Fredericks, Lau Lauritzen Jr..

## Handling
Fyrtaarnet og Bivognen er flyttet ind i en meget "moderne" lejlighed, og de vil nu til at gøre deres karriere på de skrå brædder. Bivognen er en fortræffelig skytte, og hans forbillede er Wilhelm Tell. Han får derfor en strålende idé: Fyrtårnet skal stå med et æble på hovedet, og Bivognen vil så skyde det ned. Med dette nummer får de engagement på en lille sommervarieté. Heldet vil, at de møder to unge piger, som kan danse, og sammen indstuderer de et nummer til det store "Grand varieté", de aflægger prøve for direktøren, som dog kun finder anvendelse for de to piger, og Fyrtaarnet og Bivognen må pænt gå tilbage til den lille varieté. Selvom de to ikke må komme ind til premieren, lykkes det dem alligevel, og da Bivognen på vej til garderoberne med stort mod får fat på en en bombe, der skal sprænge hele teatret i luften, kan de to venner nu møde de to unge piger, som har savnet dem.

## Medvirkende
- Carl Schenstrøm - Fyrtaarnet
- Harald Madsen - Bivognen
- Nina Kalckar - En ung pige
- Marguerite Viby - En ung pige
- Olga Svendsen - Tante Malle
- Juliette Brandt - Tante Fie
- Henrik Malberg - Onkel Jokum
- Christian Schrøder - Onkel Teobald
- Johannes Andresen - "Herkules"
- Anton de Verdier - Teaterdirektør
- Svend Bille - Teaterdirektørens ven
- Tonny Lehmann - Variétédirektør
- Asbjørn Andersen - Teatermedarbejder
- Arvid Ringheim - Portner
- William Bewer - Pantelåner
- Tudlik Johansen - Korpige
- Mathilde Felumb Friis - Værtinden
- Oda Hamilton
- Aage Bendixen - Artist
- Valsø Holm - Publikum
- Tove Bang - Pige, der mister nederdel
- Ejner Federspiel
- Emil Hass Christensen
- Aage Lund
- Jørgen Lund
- Arthur Jensen - Pensionær og opvasker
- Henry Nielsen - Pensionær
- Ib Schønberg - Teatermedarbejder